# لو هيرد
لو هيرد هو سياسي كندي، ولد في 8 مارس 1909، وتوفي في 27 فبراير 1987. نشط حزبياً في حزب الائتمان الاجتماعي في ألبرتا ‏. وقد انتخب عضو الجمعية التشريعية ألبرتا.